# Renata Scottová
Renata Scottová, nepřechýleně Scotto (24. února 1934, Savona – 16. srpna 2023), byla italská operní pěvkyně – sopranistka a následně také operní režisérka. Jako pěvkyně se specializovala na bel canto a repertoár Giuseppe Verdiho. Zpívala v celkově 45 operních rolích od osmnácti skladatelů.

## Život a operní kariéra
Debutovala v roce 1952 v 18 letech věku před vyprodaným hledištěm divadla svého rodného města Savona rolí Violetty ve Verdiho opeře La traviata. V Teatro alla Scala v Miláně prvně zpívala již v roce 1953. Do zahraničí pronikla v září 1957, když na festivalu ve skotském hlavním městě Edinburghu musela zaskočit za slavnou Marii Callas v opeře Vincenza Belliniho Náměsíčná a sklidila velký úspěch. Její kariéra kulminovala v 60. letech 20. století. Roku 1964 zpívala se souborem divadla La Scala i ve Velkém divadle v Moskvě. Bylo to první vystoupení západních operních umělců v Sovětském svazu v éře studené války. O rok později debutovala v Metropolitní opeře v New Yorku v hlavní roli Pucciniho Madam Butterfly. Na této scéně pak Renata Scotto ztvárnila 26 rolí ve více než 300 představeních.
Pěveckou kariéru ukončila v roce 2002 a poté se úspěšně obrátila k operní režii. Mj. obdržela ceny Emmy za televizní režii opery Amilcare Ponchielliho La Gioconda a Verdiho Traviaty. Také se věnovala pedagogické činnosti na prestižních konzervatořích Accademia Nazionale di Santa Cecilia v Římě a Juilliard School v New Yorku. K jejím žačkám patřila i česká pěvkyně Eva Urbanová.
Renata Scotto a její manžel, houslista Lorenzo Anselmi, žili ve Spojených státech. Jejich sňatek se konal v roce 1960. Do manželství se narodily dvě děti, dcera Laura Anselmi (* 1969) a syn Filippo Anselmi (* 1972).
Zemřela 16. srpna 2023 ve věku 89 let.